# Ілімбав
Ілімбав (рум. Ilimbav) — село у повіті Сібіу в Румунії. Входить до складу комуни Марпод.
Село розташоване на відстані 201 км на північний захід від Бухареста, 30 км на схід від Сібіу, 123 км на південний схід від Клуж-Напоки, 87 км на захід від Брашова.

## Населення
За даними перепису населення 2002 року у селі проживали 228 осіб. Усі жителі села рідною мовою назвали румунську.
Національний склад населення села:
| Національність | Кількість осіб | Відсоток |
| -------------- | -------------- | -------- |
| румуни         | 195            | 85,5%    |
| цигани         | 30             | 13,2%    |